# Фомищево (Тульская область)
 Фомищево — деревня в Тульской области России. С точки зрения административно-территориального устройства входит в Алексинский район. В плане местного самоуправления входит в состав муниципального образования город Алексин.

## География
Фомищево находится в северо-западной части региона, в пределах северо-восточного склона Среднерусской возвышенности, в подзоне широколиственных лесов, на реке Ока.
Абсолютная высота —  194  метра над уровнем моря.

### Климат
Климат на территории  Фомищево, как и во всём районе, характеризуется как умеренно континентальный, с ярко выраженными сезонами года. Средняя температура воздуха летнего периода — 16 — 20 °C (абсолютный максимум — 38 °С); зимнего периода — −5 — −12 °C (абсолютный минимум — −46 °С).
Снежный покров держится в среднем 130—145 дней в году.
Среднегодовое количество осадков — 650—730 мм.

## История
Каменный храм в селе во имя Николая Чудотворца построен в 1747 году на средства прихожанина Ивана Иларионовича Телепнева, без колокольни, которая была построена только в 1887 году; в 1893 году колокольня соединена с храмом особою пристройкой. Вследствие малочисленности прихода храм его с 1873 г. приписан к церкви села Колюпанова и особого причта не имеет.
До революции — сельцо в составе Широносовской волости Алексинского уезда.
До муниципальной реформы в марте 2005 года входила в Авангардский сельский округ. После её проведения включёна в образованные муниципального образования сельское поселение «Авангардское» и в Алексинский муниципальный район.
21 июня 2014 года Алексинский муниципальный район и Авангардское сельское поселение были упразднены, деревня  Фомищево стала входить в городской округ Алексин.

## Население
| 1859 | 1915 | 2002 | 2010 |
| ---- | ---- | ---- | ---- |
| 174  | ↗290 | ↘18  | ↗28  |

Согласно результатам переписи 2002 года, в национальной структуре населения русские составляли 100 % из 18 чел.. Проживали 4 мужчины и 14 женщин.

## Инфраструктура
Обслуживается отделением почтовой связи 301349.
Личное подсобное хозяйство (на август 2022 года 37 домов).

## Достопримечательности
В селе расположена действующая Церковь Николая Чудотворца (1747).